# Библиографический институт

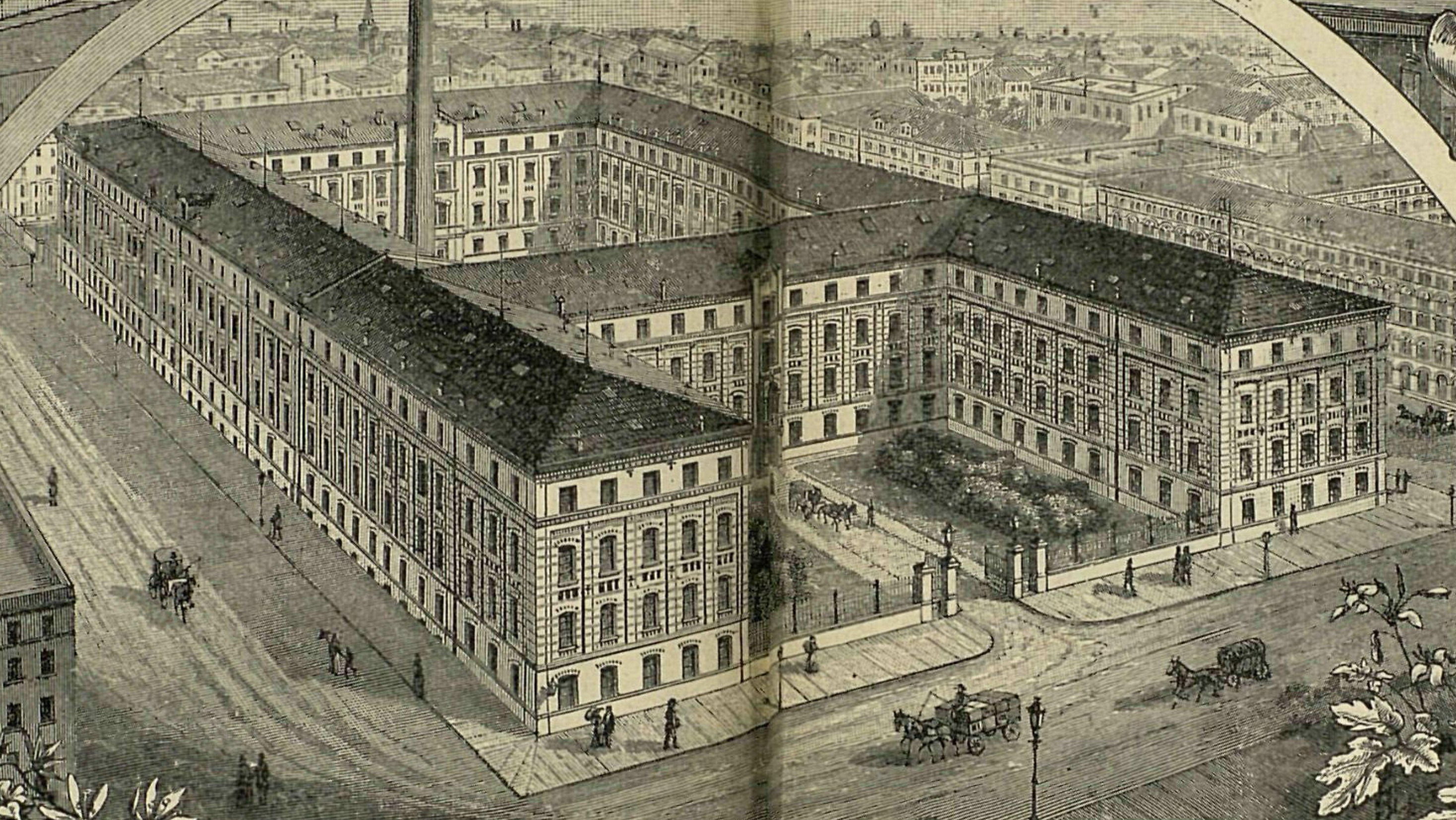
«Библиографический институт» в Лейпциге в конце XIX — начале XX веков

Библиографический институт (нем. Bibliographisches Institut GmbH) — немецкое издательство, располагающееся в Берлине и входящее в состав издательской группы Cornelsen. Основанное в 1826 году в Готе Иосифом Мейером, с 1828 года оно располагалось в Хильдбургхаузене и с 1874 года — в Лейпциге. Издательство прославилось своей справочной литературой: орфографическим словарём Дуден и энциклопедическим словарём Мейера.
«Библиографический институт» с самого начала приобрёл громкую известность благодаря новым в своё время приёмам подписки на книги и издания выпусками. Издательством выпускались сборники немецких, греческих и римских классиков, сборники книг по историческим и естественным наукам, карты, гравюры и многое другое. В 1840—1855 годах «Библиографический институт» выпустил «Большой энциклопедический словарь» (нем. Das Grosse Conversations-Lexikon) в 46 основных и 6 дополнительных томах (5-е и 6-е издание словаря легли в основу русской «Большой энциклопедии», изданной товариществом «Просвещение»).
В 1856 году Герман Юлиус Мейер, сын Иосифа Мейера, взял на себя заведование «Библиографическим институтом» и в 1874 году перенёс издательство в Лейпциг. В 1890 году здание «Института» было расширено и занимало площадь в 6 600 квадратных метра. О производительности главных мастерских издательства в конце XIX — начале XX веков можно судить по данным из ежегодных отчётов, в которых было указано, что книгопечатание давало 120 миллионов оттисков; литография 20,5 миллионов оттисков; сатинировальный зал 115 миллионов; переплётная мастерская 1 миллион брошюр и 830 тысяч переплетённых книг. В «Институте» в то время работало от 650 до 680 человек.

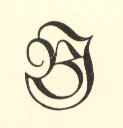
Логотип «Библиографического института» 1915 года

В 1915 году «Библиографический институт» был преобразован в акционерное общество. В годы правления Гитлера издательство встало на путь прославления национал-социализма. Восьмое издание «Большого энциклопедического словаря», прерванное на девятом томе в 1942 году, носило откровенно фашистский характер. По окончании Второй мировой войны «Библиографический институт» был национализирован и, начиная с 1946 года, имел статус народного предприятия (нем. VEB Bibliographisches Institut Leipzig), продолжая издавать энциклопедии и словари, в том числе восточно-германское издание канонического орфографического словаря «Дуден». В 1950-х годах «Библиографический институт» был крупнейшим поставщиком географических карт и путеводителей в ГДР.
В 1953 году бывшие владельцы издательства основали в западно-германском Мангейме новое акционерное общество (нем. Bibliographisches Institut AG), также продолжив издавать словарь «Дуден». В 1984 году «Библиографический институт» объединился с издательством «F. A. Brockhaus» в совместное предприятие «Bibliographisches Institut & F. A. Brockhaus», которое в 1988 году вошло в состав издательской группы "Langenscheidt-Verlag " и в 1991 году, уже после объединения Германии, переняло лейпцигское издательство.
В конце 2008 года, на фоне кризиса печатных словарей и энциклопедической литературы, «Библиографический институт» прекратил издание Дудена и словаря Мейера, а также расстался с издательством Брокгауз, которое перешло под контроль Wissen Media Verlag GmbH в составе медиаконцерна Bertelsmann. С весны 2009 года «Библиографический институт» принадлежит берлинскому издательству «Корнельсен» (нем. Cornelsen Verlag GmbH), специализирующемуся на школьной литературе.